# Къща музей „Станке Димитров – Марек“
Къщата музей „Станке Димитров – Марек“ е домът на комунистическия деец Станке Димитров. Построена е през 1912 година в центъра на Дупница от баща му Димитър Тодоров.
Открита е като музей през 1954 година, а след демократичните промени от 1989 година е запусната. Използвана е от Историческия музей в Дупница, а през 2021 година започва възстановяването ѝ като музей с етнографска експозиция. Открита е през 2023 година.